# Queen's Club Championships 2006
Queen's Club Championships 2006 — тенісний турнір, що проходив на трав'яних кортах у Лондоні, Велика Британія з 12 червня . Належав до категорії ATP International Series.

## Фінальна частина

### Одиночний розряд
Ллейтон Г'юїтт —  Джеймс Блейк 6–4, 6–4

### Парний розряд
Пол Генлі /  Кевін Ульєтт —  Йонас Бйоркман /  Максим Мирний 6–4, 3–6, [10–8]